# 英联邦政府首脑会议
大英國協政府首腦會議 (英語：The Commonwealth Heads of Government Meeting，簡稱CHOGM ) 是所有大英國協成員國的政府首腦兩年一度的政府首腦會議。儘管名稱為「政府首腦會議」，但有些大英國協成員國的國家元首可能會代替政府首腦出席會議，尤其是在半總統制的國家中。 

## 概要
大英國協政府首腦會議每兩年在不同的大英國協成員國舉行一次，由該國各自的總理或總統主持，在下次會議之前，他們將成為大英國協輪值主席。當時作為大英國協元首的英國女王伊莉莎白二世出席了從1973年加拿大渥太華到2011年澳大利亞珀斯的每一屆大英國協政府首腦會議。

## 歷史
第一屆大英國協政府首腦會議於1971年在新加坡舉行，至今已舉辦了26屆：最近一次在盧安達首都吉佳利舉行。